# Dodes'ka-den
Dodes'ka-den (どですかでん, Dodesukaden) es una película japonesa estrenada en 1970 dirigida por Akira Kurosawa. Basada en la novela Ciudad sin estaciones escrita por Shūgorō Yamamoto fue la primera película del realizador filmada en color. Se trata de una película coral que narra las historias entrelazadas de un grupo de personas residentes en los suburbios de Tokio que utilizan la fantasía y la imaginación para enfrentarse al panorama de miseria, pobreza y alcoholismo en el que viven.
Kurosawa obtuvo con esta película el premio Signis en el Festival de Venecia (1971) y la nominación como mejor película extranjera en los Premios Óscar (1972).

## Sinopsis
En un suburbio de la ciudad de Tokio reside un variopinto grupo, desde adultos hasta niños, en cuyas calles transcurren y se entrelazan sus historias personales: un joven preso de la locura, que se imagina que conduce un tranvía entre los escombros, una joven que trabaja confeccionando flores de papel bajo la atenta mirada de su inepto tío que esconde su condición en el trato despótico, un hombre solitario que ha enmudecido por causa de un desengaño amoroso, dos amigos borrachos que intercambian a sus mujeres o un mendigo que malvive con su hijo en un coche abandonado e invierte su tiempo en fantasear sobre el fastuoso hogar en el que sueñan vivir algún día.

## Reparto
| Actor              | Personaje                                  |
| ------------------ | ------------------------------------------ |
| Yoshitaka Zushi    | Roku-chan                                  |
| Kin Sugai          | Okuni                                      |
| Toshiyuki Tonomura | Taro Sawagami                              |
| Shinsuke Minami    | Ryotaro Sawagami                           |
| Yûko Kusunoki      | Misao Sawagami                             |
| Junzaburô Ban      | Yukichi Shima                              |
| Kiyoko Tange       | Señora Shima                               |
| Michio Hino        | Señor Ikawa                                |
| Keiji Furuyama     | Señor Matsui                               |
| Tappei Shimokawa   | Señor Nomoto                               |
| Kunie Tanaka       | Hatsutaro Kawaguchi                        |
| Jitsuko Yoshimura  | Yoshie Kawaguchi                           |
| Hisashi Igawa      | Masuo Masuda                               |
| Hideko Okiyama     | Tatsu Masuda                               |
| Tatsuo Matsumura   | Kyota Watanaka                             |
| Imari Tsuji        | Otane Watanaka                             |
| Tomoko Yamazaki    | Katsuko Watanaka                           |
| Masahijo Kametani  | Okae                                       |
| Hiroshi Akutagawa  | Hei                                        |
| Tomoko Naraoka     | Ochô                                       |
| Noboru Mitani      | Mendigo                                    |
| Hiroyuki Kawase    | Hijo del mendigo                           |
| Akemi Negishi      | Ama de casa guapa                          |
| Eimei Esumi        | Detective                                  |
| Minoru Takashima   | Policía                                    |
| Kazuo Katô         | Pintor                                     |
| Michiko Araki      | Propietaria del restaurante                |
| Toki Shiozawa      | Camarero                                   |
| Masakazu Kuwayama  | Propietario del restaurante occidental     |
| Hiroshi Kiyama     | Propietario de la tienda de sushi          |
| Kôji Mitsui        | Propietario del puesto de comida callejera |
| Jerry Fujio        | Kichi el carpintero                        |
| Kayako Sono        | Esposa de Kichi                            |
| Reiko Niimura      | 1.ª esposa                                 |
| Yoshiko Maki       | 2.ª esposa                                 |
| Toshiko Sakurai    | 3.ª esposa                                 |
| Matsue Ono         | 4.ª esposa                                 |
| Toriko Takahara    | 5.ª esposa                                 |
| Akira Hitomi       | 1.er hombre                                |
| Takashi Ebata      | 2.º hombre                                 |
| Shôji Ichimura     | 3.er. hombre                               |
| Masaya Nihei       | 4.º hombre                                 |
| Shin Ibuki         | 5.º hombre                                 |
| Masahiko Tanimura  | Señor Sô                                   |
| Atsushi Watanabe   | Señor Tanba                                |
| Kamatari Fujiwara  | Anciano que quiere suicidarse              |
| Sanji Kojima       | Ladrón                                     |

## Recepción
Catalogado como un realizador metódico y perfeccionista Dodes'ka-den, primer largometraje realizado en color por Kurosawa, obtuvo con este drama una pobre acogida durante su estreno comercial. En posteriores revisiones de la trayectoria de Kurosawa este fracaso y la subsiguiente crisis generalizada del cine japonés son consideradas causas del intento de suicidio que el realizador practicó el 22 de diciembre de 1971 cuando se infligió 6 cortes en la garganta y ocho en las muñecas.

"Kurosawa rodó en color, decía, para que las vidas de estos personajes no se vieran demasiado sombrías. Pero, en cualquier caso, Dodes'ka-den es una tragedia. Fue su siguiente película después de Barbarroja (1964), una historia esencialmente optimista de un médico que utilizaba códigos de actuación inspirados en el medievalismo. En los años transcurridos desde entonces Kurosawa parece haber estado obsesionado con el pesimismo, con pensamientos oscuros sobre la falta de objetivos y de la existencia humana."
Roger Ebert (1970) 

Con posterioridad la cinta ha sido reivindicada y valorada positivamente por parte de la crítica especializada. En Rotten Tomatoes obtiene una calificación de "fresco" para el 73% de las críticas especializadas y el 78% de las 1.945 evaluaciones de los usuarios del portal. En IMDb con 5.852 valoraciones obtiene una puntuación de 7,4 sobre 10.

"Esta es una de las extrañas películas de Kurosawa ambientada en los tiempos modernos, aunque tiene una calidad lírica, casi de cuento de hadas, que hace que parezca que podría haber sido sacada de una mitología antigua."
Christopher Lloyd 

## Premios y nominaciones

### Premios Óscar1972
- Nominación: Mejor película extranjera

### Festival Internacional de Cine de Venecia1971
- Ganador: Premio Signis - Akira Kurosawa

### Premios Kinema Junpo1971
- Ganador: Mejor actor - Hisashi Igawa

### Premios Mainichi Film 1971
- Ganadora: Mejor actriz de reparto - Tomoko Naraoka